# Al-Kirmani

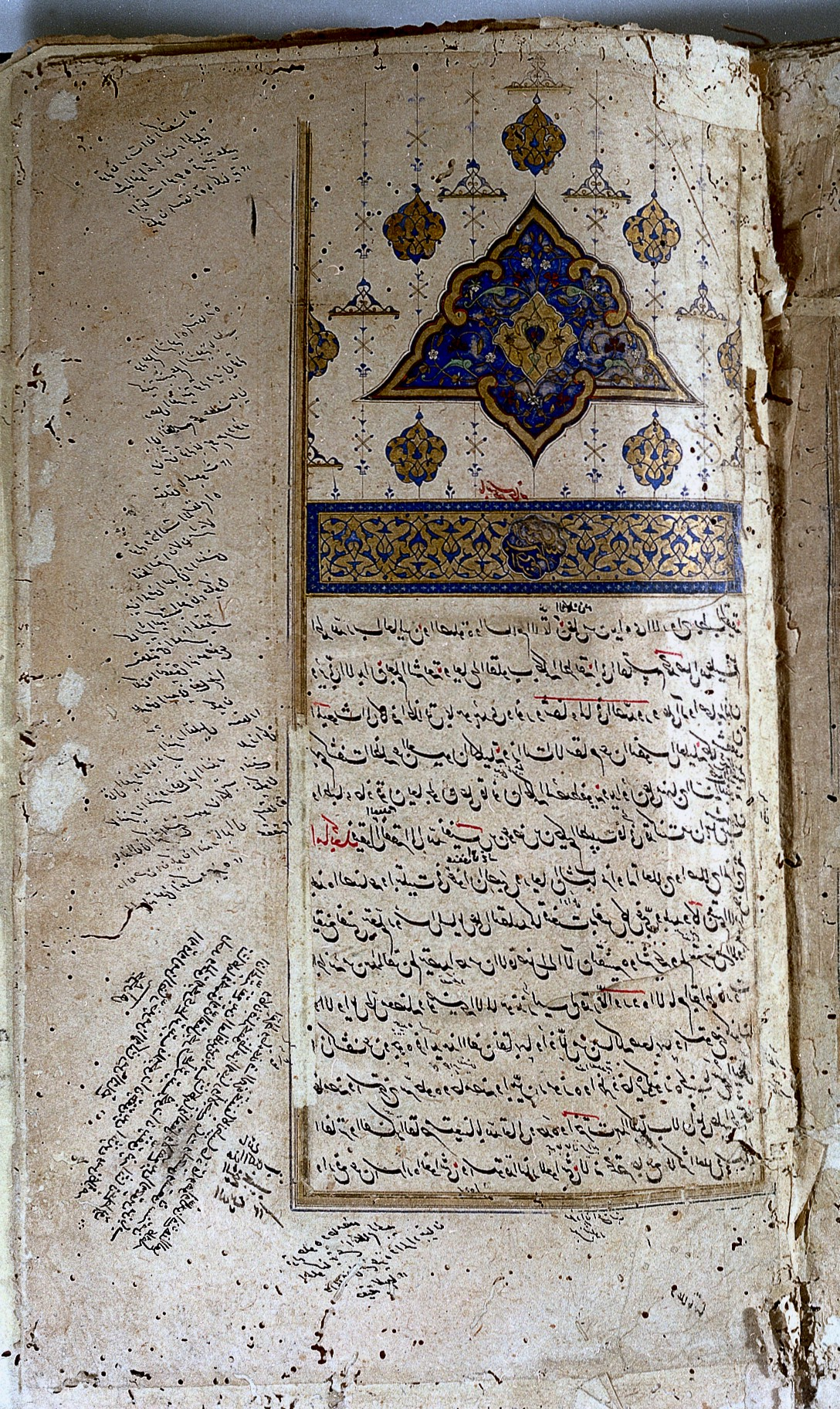
Commentary de Al-Kirmani en Causas y síntomas.

Abu l-Hakam Amr ibn Abd al-Rahman ibn Ahmad ibn Ali al-Kirmani (Córdoba, 970-Zaragoza, 1066) fue matemático, filósofo y médico al servicio de tres de los reyes de la taifa de Zaragoza en la segunda mitad del siglo XI, Al-Muqtadir, Al-Mutamán y Al-Musta'in II, de los que fue gran visir.
Transmitió importantes saberes de la cultura oriental a al-Ándalus, tras viajar a las principales ciudades del oriente árabe para estudiar matemáticas, medicina y filosofía. Y, a diferencia de misiones anteriores, no solo introdujo estos tradicionales saberes científicos (medicina, matemáticas, astronomía), sino también filosóficos y literarios, con la introducción del neoplatonismo masarrí.
Al terminar su etapa oriental vuelve a la corte de los reyes de Zaragoza, pues al-Ándalus estaba dividida en reinos o taifas tras la crisis del Califato de Córdoba. Los monarcas musulmanes zaragozanos del siglo XI crearon una importante atmósfera científica y cultural, pues Zaragoza fue refugio de filósofos y científicos que huían de las luchas civiles del sur de la península. Esto lo demuestra la cantidad de intelectuales que acudieron a su corte, desde el gran poeta neoclásico Ibn Darray, ya en 1018 acogido por Mundir I, hasta filósofos como Ibn Gabirol.
Fue introductor de las ideas matemáticas de la escuela masarrí, difundidas en la Enciclopedia de los Hermanos de la Pureza (Ikhwan al-Safa), cuyos artículos, influidos por corrientes neoplatónicas, tendrán una gran importancia en la formación filosófica de los intelectuales zaragozanos de las postrimerías del siglo XI, y particularmente en Avempace.
Como médico, alcanzó fama por su habilidad en la cirugía, principalmente cauterizaciones, amputaciones, sistemas de incisión, y ablación y otras operaciones, que seguían los métodos de Abulcasis.